# Atte Engren
Atte Engren (* 19. února 1988, Rauma, Finsko) je bývalý finský hokejový brankář. V současné době je trenérem brankařů ve finském týmu Lukko U18.

## Hráčská kariéra
Engren započal svou profesionální hokejovou kariéru ve Finsku, kde hrál v týmu Lukko Rauma. V sezóně 2008/2009 přestoupil do týmu TPS Turku a v sezóně 2009/2010 vyhrál s týmem titul v nejvyšší finské soutěži. V této sezóně obdržel i trofej Urpo Ylönena, za nejlepšího brankáře sezóny.
Dne 28. května 2010 podepsal dvouletý vstupní kontrakt poté, co byl ve vstupním draftu NHL v roce 2007 vybrán týmem Nashville Predators. V NHL však neodehrál žádné utkání a od sezóny 2010/2011 do sezóny 2011/2012 hrál v AHL v týmu Milwaukee Admirals. Po této sezóně se vrátil zpátky do rodného Finska.
V sezóně 2012/2013 znovu hrál v TPS Turku. Sezónu 2013/2014 strávil v týmu HC Lev Praha. V sezóně 2014/2015 podepsal v KHL smlouvu jako volný hráč s týmem Atlant Mytišči. Následně v sezóně 2015/2016 hrál za tým HK Spartak Moskva.
V sezóně 2016/2017 hrál v SHL v týmu Leksands IF. Konec své kariéry prožil ve Finsku v týmu HIFK, kde chytal od sezóny 2017/2018 do sezóny 2019/2020.

## Reprezentační kariéra
Reprezentoval Finsko a dostal se do nominace na mistrovství světa 2013 a na mistrovství světa 2015. Do žádného zápasu z těchto turnajů však nezasáhl.

## Statistiky kariéry

### Statistiky v základní části a v play-off
| 2007/08 | Lukko Rauma        | Liiga  | 1   | —   | —   | —  | 3,05 | 92,3  | —  | — | — | — | —    | —     |
| 2008/09 | TPS Turku          | Liiga  | 6   | —   | —   | —  | 3,22 | 88,3  | 0  | — | — | — | —    | —     |
| 2009/10 | TPS Turku          | Liiga  | 35  | —   | —   | —  | 2,63 | 92    | 8  | — | — | — | 1,82 | 93,5  |
| 2010/11 | TPS Turku          | Liiga  | 51  | —   | —   | —  | 2,82 | 91,8  | —  | — | — | — | —    | —     |
| 2010/11 | Milwaukee Admirals | AHL    | 4   | 2   | 2   | 0  | 2,43 | 91,4  | —  | — | — | — | —    | —     |
| 2011/12 | Milwaukee Admirals | AHL    | 23  | 8   | 11  | 0  | 2,45 | 91,1  | —  | — | — | — | —    | —     |
| 2012/13 | TPS Turku          | Liiga  | 47  | —   | —   | —  | 2,64 | 92,4  | —  | — | — | — | —    | —     |
| 2013/14 | HC Lev Praha       | KHL    | 14  | 6   | 4   | 2  | 2,30 | 90,1  | 3  | 2 | 1 | 1 | 1,58 | 93,3  |
| 2014/15 | Atlant Mytišči     | KHL    | 56  | 22  | 24  | 2  | 2,50 | 91,5  | —  | — | — | — | —    | —     |
| 2015/16 | HK Spartak Moskva  | KHL    | 34  | 13  | 15  | 0  | 2,81 | 90,2  | —  | — | — | — | —    | —     |
| 2016/17 | Leksands IF        | SHL    | 38  | 8   | 25  | 2  | 3,06 | 90,2  | —  | — | — | — | —    | —     |
| 2017/18 | HIFK               | Liiga  | 41  | 14  | 12  | 3  | 2,15 | 91,4  | 2  | 1 | 1 | 0 | 3,13 | 89.1  |
| 2018/19 | HIFK               | Liiga  | 42  | 18  | 11  | 4  | 2,55 | 89,4  | 13 | 6 | 7 | 1 | 2,31 | 90,8  |
| 2019/20 | HIFK               | Liiga  | 28  | 10  | 7   | 0  | 2,37 | 89,8  | —  | — | — | — | —    | —     |
| Celkem  | Celkem             | Celkem | 420 | 101 | 111 | 13 | 2,64 | 90,85 | 26 | 9 | 9 | 2 | 2,21 | 91,68 |

### Statistiky v reprezentaci
| Rok    | Tým    | Turnaj | Umístění |   | Z | V | P | ČK | POG | Úsp% |
| ------ | ------ | ------ | -------- | - | - | - | - | -- | --- | ---- |
| 2013   | Finsko | MS     | 4. místo | — | — | — | — | —  | —   |      |
| 2015   | Finsko | MS     | 6. místo | — | — | — | — | —  | —   |      |
| Celkem | Celkem | Celkem | Celkem   | — | — | — | — | —  | —   |      |